# Саврасов Максим Віталійович
Максим Віталійович Саврасов (нар. 7 серпня 1980, Перм, Росія) — український політик, депутат ВРУ 8-го скликання (включений до виборчого списку під № 79), керівник секретаріату партії Блок Петра Порошенка «Солідарність» з 2014 року. У парламент пройшов за списками блоку Петра Порошенка після того, як ряд депутатів від БПП стали членами Уряду.

## Життєпис
Народився 7 серпня 1980 року в місті Перм, у сім'ї військовослужбовця. У 1987—1997 навчався в гімназії № 267 Дарницького района м. Києва. В 2001 році закінчив Київський національний університет технологій та дизайну, отримав кваліфікацію інженер електрик, за фахом мікроелектроніка. У 2014 закінчив Київський національний університет ім. Т. Шевченка, Інститут міжнародних відносин, спеціалізація міжнародний бізнес, за фахом економіст.

## Сім'я
Одружений, дружина — Саврасова Євгенія Олександрівна. Виховує двох синів: Степан та Федір.

## Професійна діяльність
У 1997—2002 — менеджер ЗАТ з іноземними інвестиціями «Об'єднана інжинірингова компанія»; У 2005—2008 — директор ТОВ Рекламне Агентство «Український рекламний альянс».

## Політична діяльність

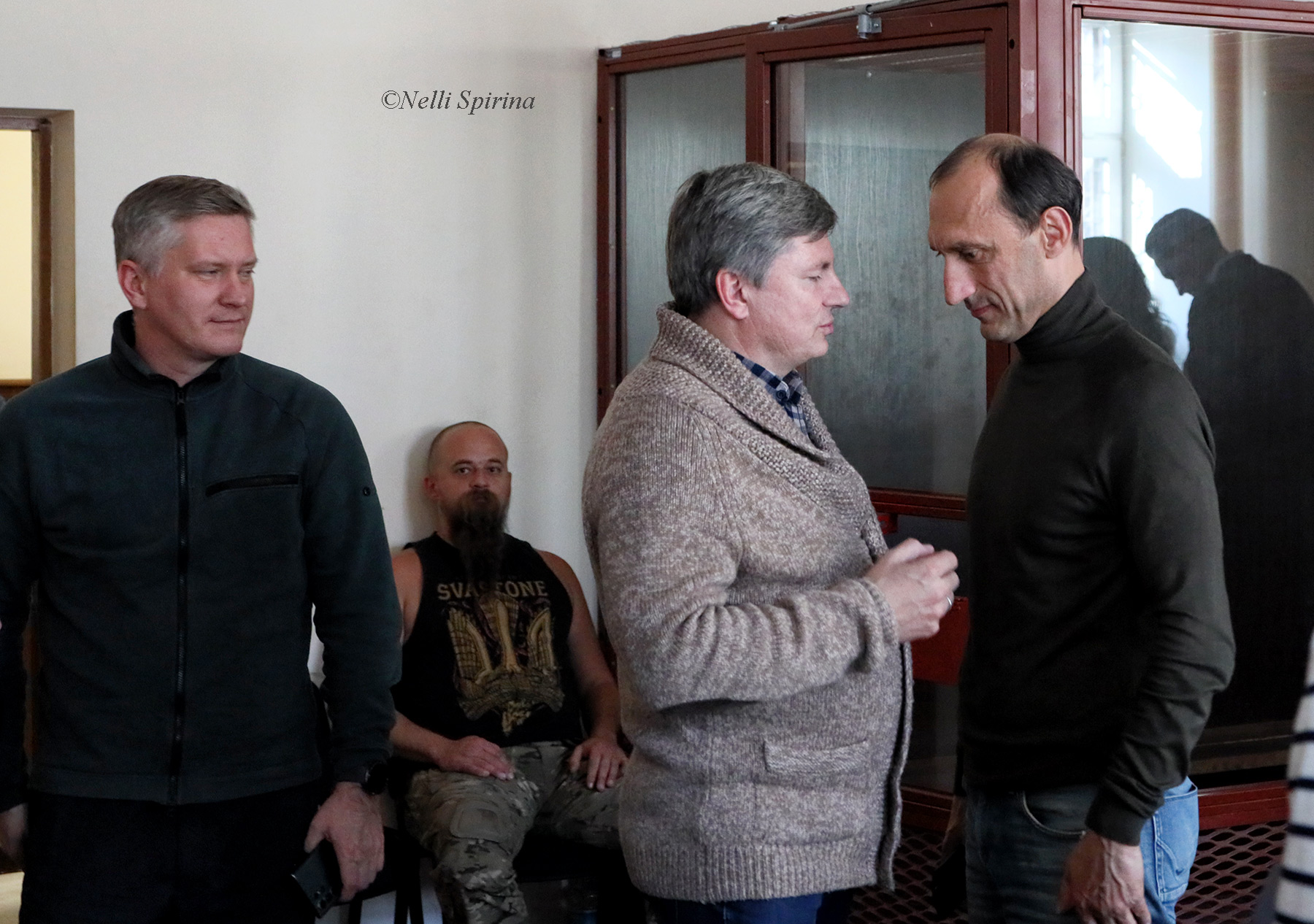
Максим Саврасов, захисник України Сергій Янюк ("Латиш"), Народний депутат Артур Герасимов у складі групи підтримки Романа Червінського у Печерському районному суді м.Києва. 7.11.2024 року

У 2006 році обраний депукий в Печертатом Київради V скликання.
У 2008 році обраний депутатом Київради VI скликання
З 2014 року є керівником секретаріату партії «Блок Петра Порошенка», член Центральної ради партії.
До Верховної Ради обраний 21 квітня 2016 року за партійним списком від партії Блок Петра Порошенка. Член депутатської фракції «Блок Петра Порошенка».
29 серпня 2019 року був обраним народним депутатом України за партійним списком політичної партії «Європейська Солідарність». Член депутатської фракції «Європейська Солідарність». Член Комітету Верховної Ради України IX скликання з питань організації державної влади, місцевого самоврядування, регіонального розвитку та містобудування.
31 травня 2019 року був обраний у президію та центральну політраду партії «Європейська Солідарність».
В суді виступив в підтримку полковника Романа Червінського.